# Arciom Kancawy
Arciom Kancawy (biał. Арцём Канцавы, ros. Артём Концевой, Artiom Koncewoj; ur. 20 maja 1983 w Homlu) – białoruski piłkarz, grający na pozycji napastnika, reprezentant Białorusi.
Jest powoływany do reprezentacji Białorusi. Od 2015 występuje w Niomanie Grodno. Wcześniej występował w zespołach takich jak: MTZ-RIPA Mińsk oraz rosyjskich Spartak Moskwa, Czernomoriec Noworosyjsk i Spartak Nalczyk oraz BATE Borysów i Tarpieda-BiełAZ Żodzino.